# Ischaemum nativitatis
Ischaemum nativitatis  là một loài thực vật có hoa trong họ Hòa thảo. Loài này được Jansen ex Renvoize mô tả khoa học đầu tiên năm 1985.